# Diego Causero
Diego Causero est un prélat catholique italien, nonce apostolique émérite en Suisse et au Liechtenstein (en).

## Biographie
Après sa formation théologique au séminaire archiépiscopal de l'archevêché d'Udine, Diego Causero a étudié la théologie à l'université pontificale grégorienne de 1959 à 1964. Il a été ordonné prêtre le 7 avril 1963 par Giuseppe Zaffonato (it), archevêque d'Udine. De 1964 à 1966, il a suivi des études doctorales en sciences liturgiques à l'Institut de liturgie de l'Athénée pontifical Saint-Anselme à Rome. Il a d'abord travaillé dans le domaine de la pastorale et a été directeur spirituel au séminaire d'Udine. Pour se préparer à une carrière de diplomate, il est entré à l'Académie pontificale ecclésiastique en 1969. Il est diplômé en droit canonique de l'université pontificale du Latran. En 1973, il est entré au service diplomatique du Saint-Siège. Le 5 septembre 1974, le pape Paul VI lui a conféré le titre honorifique de chapelain de Sa Sainteté. Diego Causero a notamment travaillé dans les nonciatures apostoliques pour le Nigeria (en) (1973-1976), l'Espagne (1976-1980), la Syrie (en) (1980-1984) et l'Australie (en) (1984-1987), à la représentation du Saint-Siège auprès des Nations unies à Genève (1988 à 1991) et en Albanie (en) (1991-1992).
Le 15 décembre 1992, le pape Jean-Paul II le nomme archevêque titulaire de Meta (de) et le nomme nonce apostolique pour le Tchad (en), puis peu après pour la République centrafricaine et la République du Congo,,. Il a été ordonné évêque par le pape Jean-Paul II lui-même le 6 janvier 1993, avec pour co-consécrateurs Giovanni Battista Re et Justin Francis Rigali. En 1995, il a cédé la nonciature de la République du Congo à Luigi Pezzuto, et en 1999 celle de la République centrafricaine à Joseph Chennoth. Le 31 mars 1999, le pape Jean-Paul II l'a nommé nonce apostolique en Syrie (en),.
Le 24 février 2001, le pape Jean-Paul II le nomme archevêque titulaire de Gradum (de). Le 10 janvier 2004, il est nommé nonce pour la République tchèque.
Le 28 mai 2011, le pape Benoît XVI le nomme nonce apostolique pour la Suisse et le Liechtenstein (en), avec résidence à Berne, succédant à Francesco Canalini. Son mandat a pris fin le 5 septembre 2015 avec la nomination de Thomas Gullickson pour lui succéder.